# Gardner Boultbee
Jack Gardner Boultbee (23 de abril de 1907 — 1 de agosto de 1980) foi um velejador canadense, medalhista olímpico. Ele competiu nos Jogos Olímpicos de Verão de 1932 na classe 6 Metre e conquistou a medalha de bronze na disputa a bordo do Caprice com Philip Rogers, Ken Glass e Jerry Wilson. A partir da década de 1940, Boultbee administrou uma fazenda de gado na Colúmbia Britânica. Na década de 1960, ele foi vereador em Kamloops.